# Frégate de 24

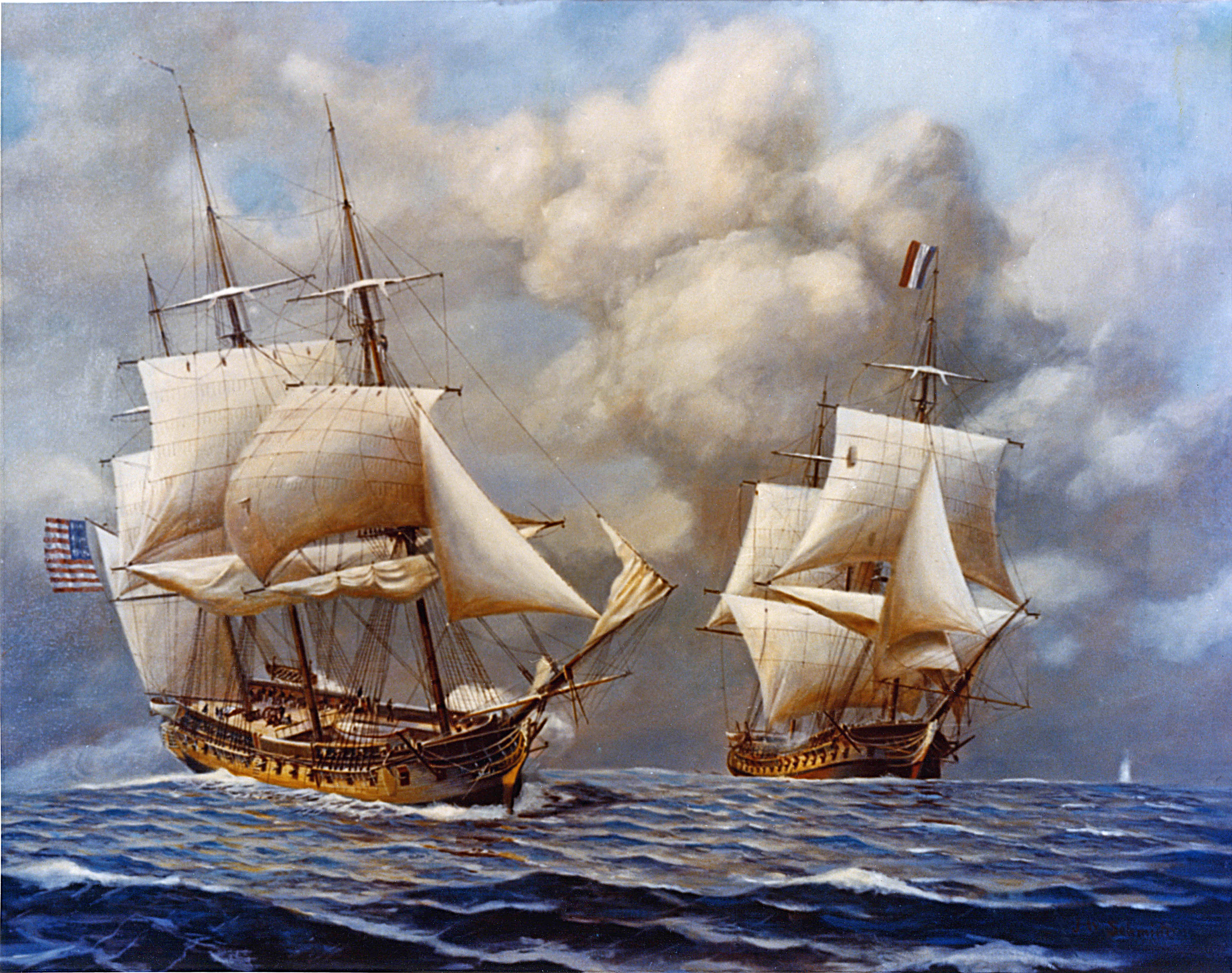
Combat entre l'USS Constellation (à gauche, frégate de 24) et l’Insurgente (à droite, frégate de 12), le 9 février 1799.

La frégate de 24 est un type de navire de guerre portant des canons de 24 livres, de la fin du XVIIIe siècle au début du XIXe siècle.
Les frégates de cette époque portent des canons dans leur unique pont-batterie, auxquels se rajoutent les pièces d'artillerie présentes sur le pont.
Elles sont classées non seulement à partir du nombre de canons qu'elles portent (comme pour les vaisseaux), mais surtout à partir du calibre de leurs canons, exprimé par la masse en livres des boulets tirés.

À partir de la fin du XVIIIe siècle, les marines française, britannique et américaine se livrent à une course aux armements, produisant par séries de plusieurs dizaines d'unités des frégates et des vaisseaux portant toujours plus de canons :
- des frégates portant des canons de 12, puis de 18 et de 24 livres ;
- des vaisseaux portant 64 canons, puis 74, 80, 100, 110 et 118 canons.

La première frégate de 24 est lancée en 1772, mais elle est vite réarmée avec du 18 livres. La multiplication de ces grosses unités ne commence qu'à partir de 1794 en France, aux États-Unis et au Royaume-Uni.

## Françaises
La première frégate de 24, la Pourvoyeuse, est lancée à l'arsenal de Lorient le 10 novembre 1772, mais elle est réarmée avec du 18 livres après 1779.
La construction de ces grandes frégates (150 à 157 pieds de long) reprend sous la République avec seulement quatre unités, car le ministère de la Marine leur reproche leur coût prohibitif (elles coûtent presque le prix d'un vaisseau de 74).
| Noms de séries      | Noms des frégates | Ingénieurs     | Armements                                                       | Nombre construit | Dates de lancement                                |
| ------------------- | --- | -------------- | --------------------------------------------------------------- | ---------------- | ------------------------------------------------- |
| classe Pourvoyeuse  | Pourvoyeuse Consolante | Louis Boux     | 38 canons (Prévu 26 de 24, réellement armé 26 de 18 et 12 de 8) | 2                | 1772 1775                                         |
| classe Résistance   | la Résistance la Vengeance | Pierre Degay   | 50 canons (30 de 24 et 20 de 12)                                | 2                | 1794 1795                                         |
| classe Forte        | la Forte (en) l'Égyptienne | François Caro  | 50 canons (30 de 24 et 20 de 8)                                 | 2                | 1794 1799                                         |
| classe Romaine      | la Romaine l’Immortalité l’Impatiente l’Incorruptible (en) la Revanche la Libre la Comète la Désirée la Poursuivante                                                 | Pierre Forfait | 20 canons et mortier de 12 pouces (frégates-bombardes)          | 9                | 1794 1795 1796                                    |
| classe Jeanne-d'Arc | la Jeanne-d'Arc la Clorinde l’Amazone la Vestale la Vénus la Cérès la Syrène l’Atalante                                                                              |                |                                                                 | 8                | 1820 1821 1822 1823 1825                          |
| classe Artémise     | l’Artémise l’Andromède la Gloire la Poursuivante la Virginie la Cléopâtre la Danae la Néreide la Némésis la Zénobie l’Alceste la Pandore la Sibylle la Reine-Blanche |                | 50 canons                                                       | 14               | 1828 1833 1837 1844 1842 1838 1836 1847 1846 1847 |

À partir du règne de Charles X, elles sont surclassées par les nouvelles frégates de la classe Surveillante armées de 60 canons de 30 livres.
- Liste des frégates françaises (article en anglais)

## Américaines
Pour défendre les côtes américaines et mener des opérations outre-mer, la toute jeune US Navy fait lancer elle aussi de très grosses frégates portant des pièces de 24 livres, capables de dominer les frégates européennes (moins bien armées, moins solides du fait de leur petite taille) et d'éviter les vaisseaux (une frégate peut faire des pointes jusqu'à 12-14 nœuds, tandis qu'un vaisseau se limite à 8-9 nœuds maximum).
Ces frégates se font particulièrement remarquer pendant la guerre anglo-américaine de 1812-1815.
| Noms des frégates | Armements                                                         | Dates de lancement |
| ----------------- | ----------------------------------------------------------------- | ------------------ |
| USS Constitution  | 52 pièces (32 canons de 24, 20 caronades de 32)                   | 1794               |
| USS United States | 56 pièces (32 canons de 24 et 24 caronades de 42                  | 1797               |
| USS President     | 55 pièces (32 canons de 24, 22 caronades de 42 et un canon de 18) | 1800               |
| USS General Pike  | 28 canons de 24                                                   | 1813               |
| USS Guerriere     | 53 pièces (33 canons de 24 et 20 caronades de 42)                 | 1814               |
| USS Mohawk        | 42 pièces (26 canons de 24 et 16 caronades de 32)                 | 1814               |

## Britanniques
Face aux nouvelles frégates françaises et surtout américaines, la Royal Navy répond d'abord en 1794 en rasant trois vaisseaux de troisième rang (c'est-à-dire en supprimant le pont-batterie supérieur), dont le HMS Indefatigable : ces unités passent ainsi de 64 à 44 pièces d'artillerie (avec des canons de 24 livres dans la batterie et des caronades sur le pont), mais sont plus légères, donc plus rapides et avec moins de tirant d'eau (qui passe de 19 à 13 pieds), et plus stables (elles gardent la largeur d'un vaisseau de ligne).
L'autre solution est la capture des frégates de 24 construites par les Français et les Américains, réarmées par les Britanniques avec des caronades de 32 : c'est le cas pour la Résistance (en 1797), l’Immortalité (1798), la Forte (1799), la Vengeance (1800), la Désirée (1800), l’Égyptienne (1801), la Libre (1805) et l'USS Président (1815).
À partir de 1797, la Royal Navy fait construire la classe Endymion, composée de six grosses frégates armées de 44 pièces d'artillerie (26 canons de 24 livres, 16 caronades de 32 et 2 canons de 9), tellement grandes qu'elles sont classées comme bâtiments de cinquième rang.
- Liste des frégates britanniques (article en anglais)